# Comté d'Andrews
Pour les articles homonymes, voir Andrews.
Le comté d'Andrews est un comté situé dans l'ouest de l'État du Texas aux États-Unis, à la frontière avec le Nouveau-Mexique. Fondé le 19 novembre 1876, son siège de comté est la ville d'Andrews. Selon le recensement des États-Unis de 2020, sa population est de 18 610 habitants. Le comté a une superficie de 3 887,7 km2, dont 3 886,8 km2 en surfaces terrestres. Le comté est baptisé en référence à Richard Andrews (en), un soldat, héros de la révolution texane.

## Organisation du comté
Le comté est fondé le 19 novembre 1876, à partir des terres des comtés de Tom Green et de Young. Après plusieurs aménagements fonciers, il est définitivement organisé et autonome, le 16 juillet 1910.
Le comté est baptisé à la mémoire de Richard Andrews (en), un héros de la révolution texane, tué lors de la bataille de Concepción en 1835,,.

## Géographie

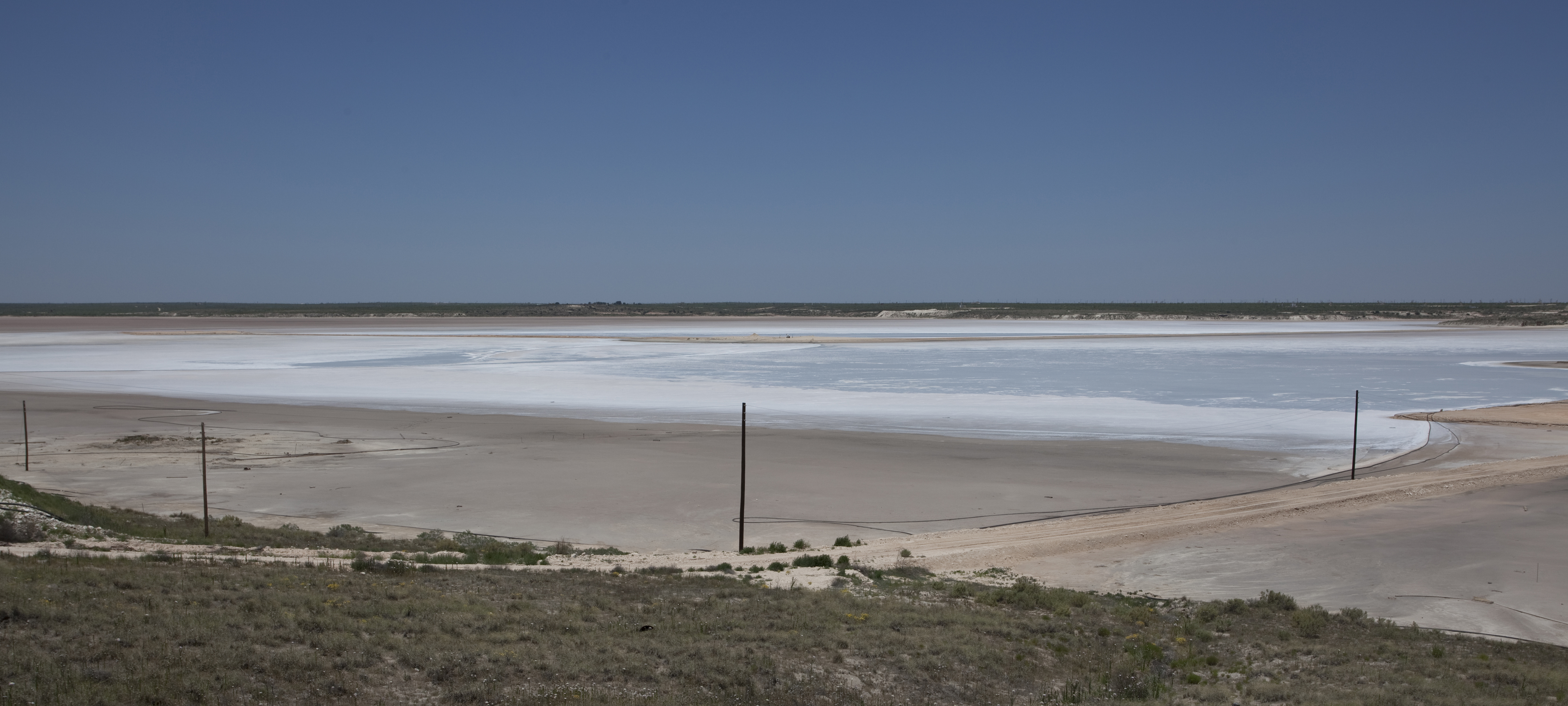
La ville fantôme de Shafter Lake.

Le comté d'Andrews se situe dans l'ouest de l'État du Texas, au sud des Grandes Plaines, aux États-Unis,. Il est bordé au nord par la rivière Angelina (en) et au sud par la rivière Neches.
Il a une superficie totale de 3 887,7 km2, composée de 3 886,8 km2 de terres et de 0,9 km2 de zones aquatiques.

## Comtés adjacents
|                               | Comté de Gaines                 |                  |
| Comté de Lea, Nouveau-Mexique | comté d'Andrews                 | Comté de Martin  |
|                               | Comté d'Ector, Comté de Winkler | Comté de Midland |

## Démographie
Lors du recensement de 2010, le comté comptait une population de 14 786 habitants. Elle est estimée, en 2017, à 17 722 habitants,.
| Groupes           | Comté d'Andrews | Texas | États-Unis |
| ----------------- | --------------- | ----- | ---------- |
| Blancs            | 79,5            | 70,4  | 72,4       |
| Autres            | 15,5            | 10,6  | 6,4        |
| Métis             | 2,0             | 2,5   | 2,7        |
| Afro-Américains   | 1,5             | 11,9  | 12,6       |
| Amérindiens       | 1,0             | 0,7   | 0,9        |
| Asiatiques        | 0,6             | 3,8   | 4,8        |
| Total             | 100             | 100   | 100        |
|                   |                 |       |            |
| Latino-Américains | 48,7            | 37,6  | 16,7       |

Pyramide des âges du comté d'Andrews (2000).

Selon l'American Community Survey, pour la période 2011-2015, 60,62 % de la population âgée de plus de 5 ans déclare parler anglais à la maison, alors que 38,55 % déclare parler l’espagnol et 0,84 % une autre langue.

### Source de la traduction
- (en) Cet article est partiellement ou en totalité issu de l’article de Wikipédia en anglais intitulé « Andrews County, Texas » (voir la liste des auteurs).